# Father of All Motherfuckers
| Recensione    | Giudizio |
| ------------- | -------- |
| AllMusic      |          |
| Rolling Stone |          |

Father of All Motherfuckers è il tredicesimo album in studio dei Green Day pubblicato il 7 febbraio 2020, lo stesso giorno in cui è stato pubblicato il video del brano Meet Me on The Roof.
È l'album più corto della band (26 minuti) e fa notare alcuni cambiamenti rispetto al sound tipico del gruppo californiano. È stato registrato nell'estate 2019.

## Descrizione
Il disco rappresenta una svolta sonora, i Green Day traggono forte ispirazione dal rock 'n' roll anni '50 unendolo alle chitarre distorte e allo stile pop punk contemporaneo. Anche il cantato rappresenta una trasformazione stilistica, Billie Joe Armstrong utilizza per la prima volta il falsetto. Una trasformazione nuova e inedita dal loro classico pop punk già parzialmente sperimentato tramite i side project Foxboro Hot Tubs e The Longshot. Il disco ha, inoltre, subìto influenze da parte di Little Richard, Sonics, Motown, Archies e Mott the Hoople.

## Promozione e singoli
Il primo singolo ad anticipare l'album è stata la title track Father of All..., uscito il 10 settembre 2019, seguito dal suo videoclip il 19 settembre.
Il secondo singolo, Fire, Ready, Aim, è stato annunciato il 9 ottobre 2019 come sigla di apertura ufficiale delle partite della NBL.
Il terzo singolo, Oh Yeah!, è uscito il 16 gennaio 2020 assieme al suo videoclip. Il brano deve il suo titolo e il suo ritornello all'omonima cover di Joan Jett. I ricavati di questo singolo sono stati donati a varie associazioni contro gli abusi sessuali.
Meet Me on the Roof, quarto singolo, è uscito assieme all'album, il 7 febbraio 2020, con il suo videoclip che vede la partecipazione di Gaten Matarazzo.

## Accoglienza
È risultato l’album rock giudicato più severamente nella classifica degli album più criticati del 21esimo secolo stilata da Metacritic.

## Tracce
Testi e musiche di Billie Joe Armstrong, Mike Dirnt, Tré Cool.
1. Father of All... – 2:31
2. Fire, Ready, Aim – 1:52
3. Oh Yeah! – 2:51
4. Meet Me on the Roof – 2:39
5. I Was a Teenage Teenager – 3:44
6. Stab You in the Heart – 2:10
7. Sugar Youth – 1:54
8. Junkies on a High – 3:06
9. Take the Money and Crawl – 2:08
10. Graffitia – 3:17

Durata totale: 26:12

## Formazione
- Billie Joe Armstrong – voce, chitarra
- Mike Dirnt – basso
- Tré Cool – batteria

## Classifiche

### Classifiche settimanali
| Classifica (2020)          | Posizione massima |
| -------------------------- | ----------------- |
| Argentina                  | 3                 |
| Australia                  | 1                 |
| Austria                    | 2                 |
| Belgio (Fiandre)           | 11                |
| Belgio (Vallonia)          | 7                 |
| Canada                     | 6                 |
| Croazia                    | 2                 |
| Estonia                    | 31                |
| Finlandia                  | 14                |
| Francia                    | 34                |
| Germania                   | 2                 |
| Giappone                   | 9                 |
| Grecia                     | 14                |
| Irlanda                    | 4                 |
| Italia                     | 9                 |
| Messico                    | 9                 |
| Norvegia                   | 12                |
| Nuova Zelanda              | 5                 |
| Paesi Bassi                | 15                |
| Polonia                    | 28                |
| Portogallo                 | 3                 |
| Regno Unito                | 1                 |
| Regno Unito (rock & metal) | 1                 |
| Spagna                     | 7                 |
| Stati Uniti                | 4                 |
| Stati Uniti (alternative)  | 1                 |
| Stati Uniti (rock)         | 1                 |
| Svezia                     | 19                |
| Svizzera                   | 1                 |
| Ungheria                   | 2                 |

### Classifiche di fine anno
| Classifica (2020) | Posizione |
| ----------------- | --------- |
| Ungheria          | 38        |